# 木村庄之助
木村 庄之助（きむら しょうのすけ）は、大相撲に於ける立行司の名称。行司の最高位で、相撲の番付に例えると東正横綱に相当する。当代の39代は2025年1月場所より登場した。

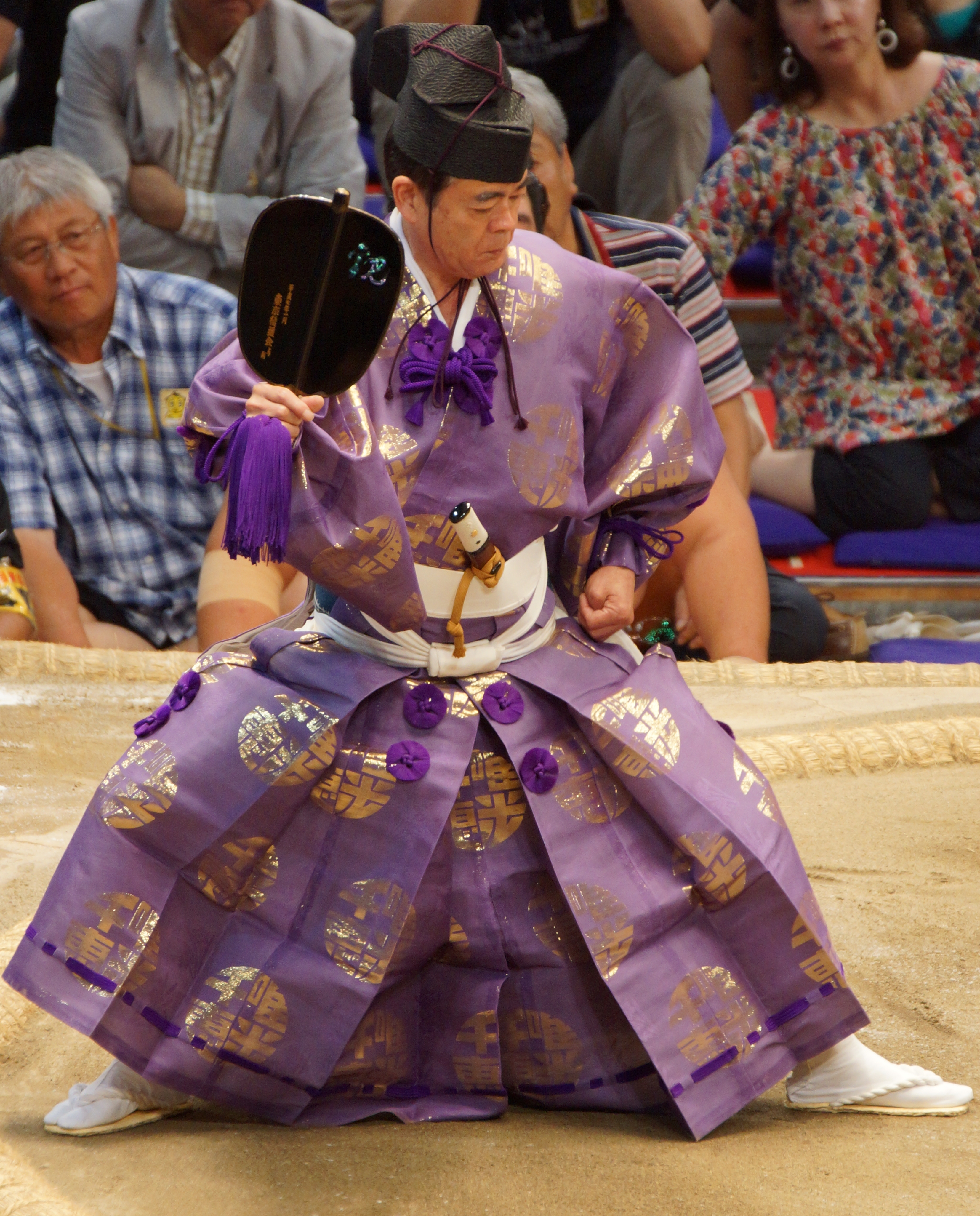
36代庄之助。木村庄之助の軍配の房色・直垂の菊綴は総紫と定められている。2012年7月場所

## 概要
現在、木村庄之助を襲名するための必要条件は、式守伊之助を経たのちに先代の庄之助が引退して空位になった場合である。24代以降で庄之助を襲名した者は、全員が伊之助を経たのちに庄之助を襲名している。このため庄之助と伊之助が同時に引退した場合、次の格の行司はいきなり庄之助を襲名することはできず、一時的に伊之助を襲名したのちに次場所（以降）で庄之助を襲名することができるため、庄之助空位の場所が発生する。この事例は2006年3月場所で発生した。伊之助から庄之助を継承した初めての事例は10代伊之助であった17代庄之助で、1921年5月場所の5日目に横綱大錦 - 前頭5枚目鞍ヶ嶽戦を差し違えた責任を取って突然廃業した。当時の12代伊之助は18代庄之助を襲名せずに当場所限りで引退して立行司が空席となり、翌1922年1月場所で初代木村朝之助が伊之助を経ずに18代庄之助を襲名した。13代伊之助はのちに19代庄之助となる5代式守与太夫が襲名した。ほかに23代庄之助も伊之助を経ずに庄之助を襲名した。
6代庄之助より13代庄之助まで「木村庄之助正武」を名乗った。継代数は、6代庄之助が3代水増して自ら9代庄之助を名乗ったとする説がある。
江戸時代から年寄の資格を持ち、歴史上「木村庄之助部屋」として相撲部屋を持った上で弟子として力士を養成した庄之助がいたこともあったが、行司停年制を実施する前の1958年限りで年寄名跡から除かれている。
軍配に紫の房、明治以後は装束である直垂に紫の菊綴じ、差し違えた際は切腹する覚悟の意味で左腰に短刀を帯刀し、右腰に印籠を下げる。「ゆずり団扇」と呼ばれる軍配は代々受け継がれており2本ある。1本は1面に「知進知退 随時出処」、1面に「冬則龍潜 夏則鳳擧」と記されており13代庄之助以来のものである。1本は白檀製で1面に牡丹、1面に唐獅子の彫金が施され、1971年1月に宝塚市の清荒神清澄寺から贈られた。
「軍配は右手」と継承されているが、現存する錦絵によると、7代とされる庄之助は左利きのために左手で軍配を持っている。
本場所の本割では1日に結びの1番のみを裁く慣例だが、千秋楽の優勝決定戦を庄之助が裁くときは1日2番を担当している。庄之助は1番限りの慣例から優勝決定戦を伊之助が裁いた時代もあるが、行司溜まりに控えており、出場力士が多数で番数が多い場合は、2番ずつを目安に交代して土俵に上がり裁いた。伊之助不在の場合は最初から庄之助が裁いた。立行司が3人いた時代は木村玉之助が裁いたこともあり、副立行司が存在した時代はこれが受け持ったこともある。幕内最高優勝の決定戦で、出場力士の最高位が横綱・大関の場合に立行司が裁くが、現在はその場合、庄之助と伊之助のどちらが裁くかは事前に定めてもう一方が控えとなる。
番付上庄之助と伊之助が揃っている状態から先代の庄之助が引退しても、伊之助は必ずしも翌場所に庄之助に昇格できるとは限らず、行司としての実績や年齢などの要素によっては、庄之助が空位の場所が発生することもある。
37代庄之助が2015年3月場所で停年退職後、次期庄之助になるはずだった40代伊之助が、軍配差し違えなどの土俵上でのミスや自身の不祥事などにより結局庄之助になれないまま辞職したことや、40代伊之助の後任となった41代伊之助（後の38代庄之助）も体調不良での休場や軍配差し違えなどの土俵上でのミスを多く経験していることなどもあり、大相撲史上最長となる8年以上にわたり庄之助不在状態が続くことになった。2023年9月28日に行われた日本相撲協会理事会で、2024年1月場所より41代伊之助が38代庄之助を襲名することが決まったが、庄之助襲名が遅れた理由として「（軍配差し違えの続出で）裁きが安定しないことが考慮された」と指摘する報道がある。

## 木村庄之助の代々
| 代   | 襲名期間         | 備考                                                                                                   |
| ---- | ---------------- | --- |
| 初代 | 寛永年間?        | 真田伊豆守家臣中立羽左衛門尉清重とされるが、実在は不明                                                 |
| 2代  | 貞享 - 宝永年間? | 木村喜左衛門。実在したとされ、木瀬太郎太夫の孫と伝わる                                                 |
| 3代  | 享保年間?        | 中立羽左衛門正智（?）。実在は不明                                                                      |
| 4代  | ? - 1725年頃?    | 史実としての初代とされ、九重庄之助から中立姓となり、後に木村姓に改姓したと伝わる。勧進元、差添も務める |

| 代         | 襲名期間                                                                   | 師匠                                                                 | 履歴                                                                                          | その後 |
| ---------- | -------------------------------------------------------------------------- | -------------------------------------------------------------------- | --------------------------------------------------------------------------------------------- | ------ |
| 5代        | 寛保年間に襲名?                                                            |                                                                      | 木瀬庄太郎→初代木村庄太郎→庄藏                                                                |        |
| 6代        | 宝暦初め頃? - 1770年11月場所                                               |                                                                      | 木村荒助→初代木村庄九郎→2代庄太郎                                                             |        |
| 7代        | 1771年3月場所 - 1799年11月場所                                             |                                                                      | 木村七次郎（?）→3代庄太郎                                                                     |        |
| 8代        | 1800年4月場所 - 1824年1月場所                                              | 7代庄之助の弟子                                                      | 木村七次郎→4代庄太郎                                                                          |        |
| 9代 (10代) | 1824年10月場所 - 1834年10月場所 10代として：1836年2月場所 - 1838年10月場所 | 7代庄之助の弟子で、のち8代庄之助の養子                               | 初代木村喜八→初代木村喜代治→5代庄太郎                                                         |        |
| 11代       | 1839年3月場所 - 1844年10月場所                                             |                                                                      | 木村留次郎→庄助→6代庄太郎                                                                     |        |
| 12代       | 1845年2月場所 - 1853年2月場所                                              | 8代庄之助の弟子                                                      | 木村禎藏→正藏→7代庄太郎                                                                       |        |
| 13代       | 1853年11月場所 - 1876年4月場所                                             | 浦風林右エ門の弟子                                                   | 木村小太郎→幸太郎→市之介→3代木村夛司馬                                                        |        |
| 14代       | 1877年1月場所 - 1885年1月場所（死跡）                                      | 10代庄之助の弟子                                                     | 木村富吉→留吉→4代喜代治→10代庄太郎                                                            | 現役没 |
| 15代       | 1885年5月場所 - 1897年5月場所                                              | 11代庄之助の弟子                                                     | 木村八三郎→角次郎（角治郎）→4代木村庄三郎                                                     | 現役没 |
| 16代       | 1898年1月場所 - 1912年1月場所                                              | 13代庄之助の弟子                                                     | 木村新介→3代木村龍五郎→吉田誠道→初代木村誠道→4代式守鬼一郎→木村誠道（再）                     | 現役没 |
| 17代       | 1912年1月場所 - 1921年5月場所                                              | 15代庄之助の弟子                                                     | 初代木村玉治郎→6代庄三郎→10代式守伊之助                                                       |        |
| 18代       | 1922年1月場所 - 1925年5月場所                                              | 濱風今右衞門の弟子                                                   | 木村甚馬→甚助→甚之助→甚太郎→木村朝之介                                                        | 現役没 |
| 19代       | 1926年1月場所 - 1932年5月場所                                              | 9代伊之助の弟子                                                      | 式守夛喜太→2代式守錦之助→5代式守与太夫→13代伊之助                                             | 現役没 |
| 20代       | 1932年10月場所 - 1940年1月場所                                             | 8代伊之助の弟子で、のち養子                                          | 式守子之吉→3代式守錦太夫→6代与太夫→15代伊之助                                                 | 現役没 |
| 21代       | 1940年5月場所 - 1951年5月場所                                              |                                                                      | 3代式守与之吉→4代式守勘太夫→11代木村玉之助→17代伊之助                                         |        |
| 22代       | 1951年9月場所 - 1959年11月場所                                             | 松翁20代庄之助に師事                                                 | 初代木村林之助→初代木村容堂→12代玉之助→18代伊之助                                             |        |
| 23代       | 1960年1月場所 - 1962年11月場所                                             | 木村越後の弟子                                                       | 2代木村正直                                                                                   |        |
| 24代       | 1963年1月場所 - 1966年7月場所                                              |                                                                      | 式守義松→義→初代式守伊三郎→義→伊三郎（再）→5代鬼一郎→20代伊之助                               |        |
| 25代       | 1966年9月場所 - 1972年1月場所                                              |                                                                      | 14代木村玉光→9代庄九郎→21代伊之助                                                             |        |
| 26代       | 1973年1月場所 - 1976年11月場所                                             | 21代庄之助の弟子                                                     | 式守正→木村正→邦雄→5代与之吉→6代勘太夫→22代伊之助                                             |        |
| 27代       | 1977年11月場所 - 1990年11月場所                                            | 19代伊之助の弟子                                                     | 木村宗吉→4代木村玉治郎→23代伊之助                                                             |        |
| 28代       | 1991年1月場所 - 1993年11月場所                                             | 松翁20代庄之助の弟子で、のち養子。松翁亡き後、22代庄之助の預かり弟子 | 木村松尾→式守松尾→式守林之助→2代林之助→8代錦太夫→25代伊之助                                   |        |
| 29代       | 1995年1月場所 - 2001年3月場所                                              | 三役格9代式守与太夫の養子                                            | 木村春芳→壽男→春義→真之助→2代式守慎之助→9代錦太夫→28代伊之助                                  |        |
| 30代       | 2001年11月場所 - 2003年1月場所                                             | 22代庄之助の弟子                                                     | 初代木村保之助→3代林之助→2代容堂→31代伊之助                                                   |        |
| 31代       | 2003年5月場所 - 2005年11月場所                                             | 19代伊之助の弟子                                                     | 式守正夫→木村正三郎→9代庄三郎→32代伊之助                                                      |        |
| 32代       | 2006年1月場所                                                              | 22代庄之助の弟子                                                     | 木村郁也→咸喬→33代伊之助                                                                      |        |
| 33代       | 2006年5月場所 - 2007年3月場所                                              | 三役格4代木村誠道の弟子                                              | 初代木村要之助→式守要之助→木村要之助（再）→政裕→要之助（再々）→賢嘉→友一→3代朝之助→35代伊之助 |        |
| 34代       | 2007年5月場所 - 2008年3月場所                                              | 幕内格木村筆之助の弟子                                               | 式守勝春→勝治→11代与太夫→36代伊之助                                                           |        |
| 35代       | 2008年5月場所 - 2011年9月場所                                              |                                                                      | 木村順一→純一郎→順一→旬一→城之介→37代伊之助                                                   |        |
| 36代       | 2011年11月場所 - 2013年5月場所                                             | 26代庄之助の弟子                                                     | 式守敏廣→9代與之吉→10代勘太夫→38代伊之助                                                      |        |
| 37代       | 2013年11月場所 - 2015年3月場所                                             | 27代庄之助の弟子                                                     | 木村三治郎→5代玉治郎→10代庄三郎→39代伊之助                                                    |        |
| 38代       | 2024年1月場所 - 2024年9月場所                                              |                                                                      | 木村秀樹→英樹→和一郎→11代式守勘太夫→41代伊之助                                                |        |
| 39代       | 2025年1月場所 -                                                            |                                                                      | 木村裕司→恵之助→恵乃助→武蔵→恵之助→3代容堂→42代式守伊之助                                     |        |

## 大阪行司
| 代          | 備考                                                  | 履歴            |
| ----------- | ----------------------------------------------------- | --------------- |
| 木村兵丸    | （大坂相撲）                                          |                 |
| 木村錦太夫  | 大坂相撲の行司岩井正朝の弟子                          | 木村金八→信之助 |
| 2代木村正直 | 大坂相撲の名行司木村越後（初代正直、8代玉之助）の弟子 | 木村藤吾        |
| 木村金吾    |                                                       |                 |

## 木村庄之助の記録
| 代   | 記録 |
| ---- | --- |
| 6代  | 江戸相撲の現存最古の番付が発行された当時の庄之助。木村庄之助正武を名乗り、以来幕末までの歴代の諱は「正武」と称した。 |
| 7代  | 在位最年長（29年）。珍しい左利きで軍配を持つ。 |
| 8代  | 2代木村瀬平を襲名。1827年に先祖書を幕府に提出。 |
| 9代  | 引退後に復帰して10代庄之助として再勤。 |
| 13代 | 年寄・木村松翁を襲名。 |
| 15代 | 年寄・木村松翁を襲名。 |
| 16代 | 初めて木村・式守両家を名乗る。晩年は中風症のため手が震え「ブル庄」の異名をとった。 |
| 17代 | 初めて式守伊之助より継承。差し違いの責任を取り廃業（「概要」の項参照）。 |
| 18代 | 17代目の突然の廃業、12代伊之助の引退が重なり、伊之助を経ず襲名。能筆で「顔触れ」は名人級と評される。 |
| 20代 | 唯一「松翁」の名誉尊号を番付上に冠した。 |
| 21代 | 12代立田川を襲名。玉之助（当時は立行司）襲名からわずか2年半余りで庄之助襲名。 |
| 22代 | 木村庄之助として行司停年制初の停年退職。稀にみる長寿（104歳で死去）。 |
| 23代 | 式守伊之助を経験せず襲名。稀にみる長寿（96歳で死去）。 |
| 24代 | 停年後は神官職となる。 |
| 25代 | ストライキ主導と差し違いの責任を取り廃業。(詳しくはこちらを参照）。 |
| 27代 | 史上最年少の51歳で襲名。在位最多場所（79場所）1185番を裁く。稀にみる長寿（97歳で死去）。 |
| 28代 | 平成の名行司。 |
| 32代 | 在位1場所は行司定年制実施後では最短。 |
| 38代 | 41代伊之助を襲名していた当時、庄之助は空位であったが、差し違えや転落などのハプニングが多かった影響で5年間伊之助に留まり、庄之助空位は史上最長の8年10ヶ月に及んだ。 停年退職直前の1月場所に当たる2024年1月場所で庄之助襲名。 |

### 木村庄之助として合わせた時代についての記録
| 代   | 記録                                                    |
| ---- | ------------------------------------------------------- |
| 16代 | 「梅・常陸時代」全盛期の名行司。                        |
| 20代 | 「双葉山時代」全盛期を合わせた名行司。                  |
| 22代 | 「栃・若時代」全盛期を合わせる。                        |
| 23代 | 「柏・鵬時代」初期を合わせる。                          |
| 24代 | 「柏・鵬時代」全盛期の名勝負を合わせる。                |
| 25代 | 「柏・鵬時代」後期から「北・玉時代」を合わせる。        |
| 26代 | 「輪・湖時代」初期を合わせる。                          |
| 27代 | 「輪・湖時代」全盛期から「千代の富士時代」を合わせる。  |
| 28代 | 「曙・貴時代」初期を合わせる。                          |
| 29代 | 四横綱（曙、貴乃花、3代若乃花、武蔵丸）時代を合わせる。 |